# Vemag
A Veículos e Máquinas Agrícolas ou Vemag foi uma fábrica brasileira de automóveis que teve seu auge no final dos anos 50 e início dos 60, quando produziu sob licença os veículos da alemã DKW (integrante da Auto Union, atualmente Audi). A Vemag também montou, inicialmente pelo sistema SKD e depois pelo sistema CKD, caminhões e automóveis de origem norte-americana.
Os modelos produzidos pela Vemag no Brasil, com mecânica DKW, foram o sedã Belcar, a camioneta Vemaguet e suas derivadas "populares", a Caiçara e a Pracinha, o jipe Candango e o cupê Fissore, totalizando pouco mais de 115.000 unidades ao longo de onze anos.
Foi produzido ainda um protótipo único para estabelecer recordes de velocidade, o Carcará, cujo recorde de velocidade para motores com 1000cc, de 1966, permaneceu imbatível até o século XXI. Recentemente, um projeto de entusiastas (batizado de Projeto Carcará II) viabilizou a construção de duas réplicas do Carcará, uma delas para ser exibida no Museu do Automobilismo Brasileiro e a outra para tentar estabelecer novo recorde de velocidade para motores de 1000cc.
Aproveitando a mecânica DKW, simples e robusta, também foram montados alguns modelos esportivos, dos quais o Puma GT (conhecido como Puma DKW) teve produção mais numerosa e acabou resultando nos modelos Puma com mecânica Volkswagen, produzidos até o início dos anos 90. O Puma DKW é um derivado do Malzoni GT, que fora originalmente idealizado para pistas de corrida e que também tinha uma versão de passeio.
Na Europa, a Volkswagen assumira o controle acionário da Auto Union em 1965, transformando-a em Audi. No Brasil, a Volkswagen adquiriu a Vemag em setembro de 1967, encerrando suas atividades em dezembro, contrariamente ao que fora anunciado e utilizando os pavilhões da fábrica para a produção da VW Kombi.

## Histórico
Em 1945, é fundada em São Paulo, no bairro de Ipiranga, a Distribuidora de Automóveis Studebaker Ltda., para montar automóveis da marca Studebaker.
Em 1951, passa a montar caminhões da Scania Vabis até 1957. Em 1954, tratores da Ferguson.
Em 1952, a razão social da empresa é alterada para Veículos e Máquinas Agrícolas S.A., depois da fusão da Distribuidora de Automóveis Studebaker e da Elit Equipamentos para Lavoura e Máquinas Agrícolas.
Em 19 de novembro de 1956, coloca no mercado a camioneta DKW F-91 Universal, derivada do sedã alemão F-91 e de sua woodwagon, produzidos pela Auto Union. Essa camioneta, entretanto, era montada no Brasil com peças importadas da Alemanha, porém se constituiu num laboratório para a efetiva produção local dos automóveis DKW-Vemag, a se iniciar em 1958.
Em julho de 1958 foi apresentado o jipe Candango, derivado do jipe alemão Munga e vendido inicialmente como Jipe DKW, e meses depois são apresentados o sedã (o "Grande DKW-Vemag") e a camioneta (a "perua DKW"), derivados do F-94 alemão, com grande índice de nacionalização. Esses modelos eram equipados com um motor de 900 cm³. Os blocos destes motores, fundidos pela Sofunge, se constituíram nos primeiros blocos em ferro fundido para motores automobilísticos fundidos no Brasil.
Em 1959, a Vemag passou a equipar seus veículos com um motor de 1000 cm³, produzido no Brasil, e em 1961 o "Grande DKW-Vemag" e a "Perua DKW-Vemag" passaram a ser denominados como Belcar e Vemaguet.
Em 1962, é apresentado no Salão do Automóvel o sofisticado cupê Fissore, com chassis e mecânica DKW e carroceria idealizada pelos Fissore, da Itália. Entraria em produção regular apenas no final do ano seguinte.
Em 1963, a produção do Candango é encerrada, principalmente porque os militares não demonstraram interesse em sua aquisição. É lançada a Caiçara, uma versão popular da camioneta Vemaguet, com a porta traseira em peça única abrindo para a esquerda.
Em 1964, é finalmente lançado no mercado o DKW-Vemag Fissore e o Lubrimat. A Vemag contava com 4.013 funcionários e uma área de pouco mais de 87.000 m². Seus veículos já contavam com praticamente 100% de nacionalização.
Nesse ano, os modelos do Belcar e da Vemaguet têm suas portas alteradas, elas passam a abrir do modo convencional e não mais ao contrário. O modo de abertura ao contrário lhes valeu o apelido de "portas suicidas". Esse modo de abertura também conferiu aos modelos a alcunha de "dechavê".
Em 1965, é lançada a série Rio, em homenagem aos quatrocentos anos de fundação da cidade do Rio de Janeiro. Na Europa, a Volkswagen alemã adquire o controle acionário da Auto Union, transformando-a em Audi. No Brasil, estabelecem-se rumores sobre o fim da produção dos veículos DKW e o fechamento da fábrica.
Em 1966, é encerrada a produção da Caiçara, substituída pela Pracinha, outra camioneta popular baseada na Vemaguet. A diferença principal da Caiçara e da Pracinha são as portas, que agora abrem no sentido habitual.
Em setembro de 1967, a Volkswagen do Brasil adquire a Vemag prometendo não encerrar a produção de seus veículos. Em dezembro, entretanto, seguindo uma tendência mundial de retirada do motor dois tempos do mercado, a linha de produção é encerrada.

## Venda da VEMAG
Após a venda da Vemag para a Volkswagen em 1967, seu ex-presidente Lélio de Toledo Piza e Almeida Filho (1913-2008) foi nomeado pelo ex-governador de São Paulo, Abreu Sodré, para a presidência do Banco do Estado de São Paulo (BANESPA).
A Volkswagen adquiriu a subsidiária argentina da DKW para produzir peças de reposição e entregaram a terceiros a fabricação das peças do DKW no Brasil, mas as peças eram de péssima qualidade e isto eliminou mais rapidamente os DKWs das ruas brasileiras.
Depois de comprar a Vemag em 1966, a Volkswagen comprou a Chrysler do Brasil em 1980 e tirou de linha os Dodge nacionais: o Polara e a linha Dart em 1981.

## Os automóveis DKW produzidos pela Vemag
A Vemag produziu um sedã, inicialmente denominado "Grande DKW-Vemag" e que depois foi batizado como Belcar, uma camioneta, que no começo era conhecida apenas como "perua DKW" e que com o tempo recebeu o nome de Vemaguet, seus derivados "populares", a Caiçara e a Pracinha, um jipe e um cupê com carroceria projetada pelos Fissore, da Itália. Esses modelos são descritos a seguir.

### O "Grande DKW-Vemag" e o Belcar

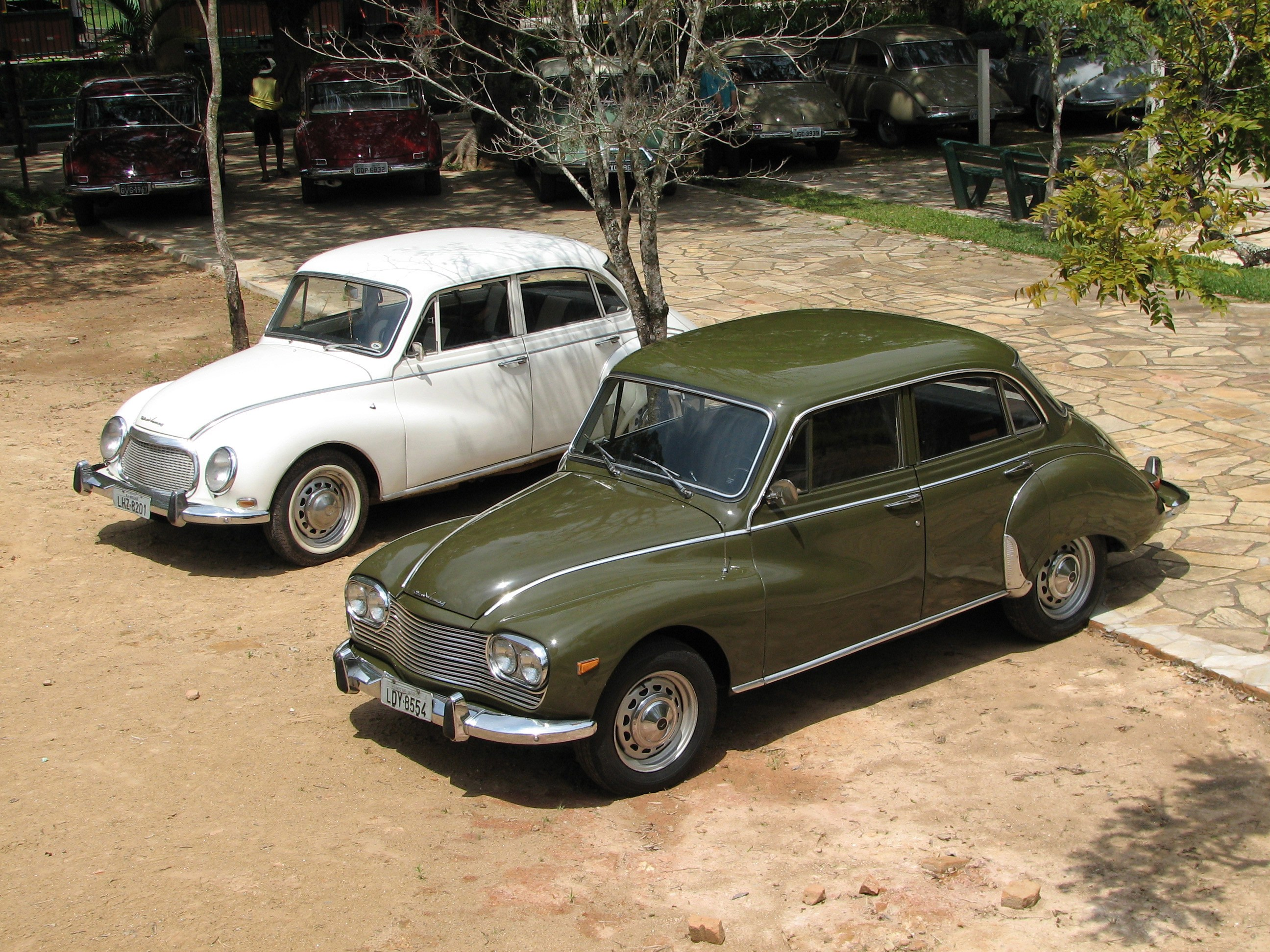
DKW-Vemag Belcar

O modelo sedã produzido pela Vemag foi lançado como "Grande DKW Vemag" em 1958. Ele tinha motor DKW com três cilindros e ciclo de dois tempos, com volume de 900 cm³. Era um veículo relativamente confortável, com quatro portas e capacidade para até seis pessoas. Recebeu a denominação de "Belcar", pela qual todos os sedãs da Vemag são atualmente conhecidos, independentemente de seu ano de produção, e foi produzido até 1967. Acredita-se que o nome "Belcar" derive da expressão em inglês "beautiful car".
Foi o primeiro veículo a ser testado pela revista Quatro Rodas, em 1961, tendo sido testado novamente em 1965 e em 1967.

### A "perua DKW-Vemag" e a Vemaguet

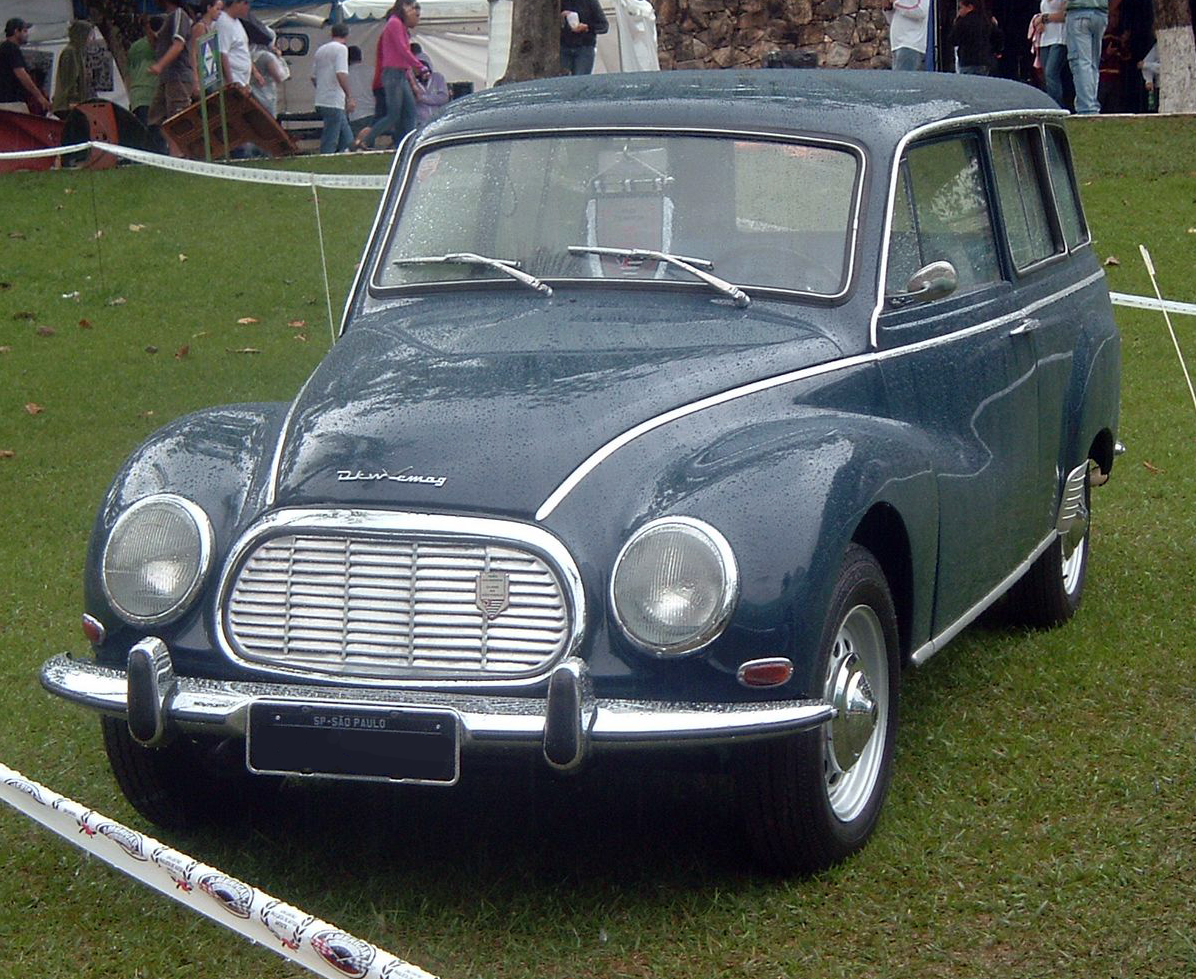
DKW Vemag Vemaguet Rio

A camioneta também foi produzida entre 1958 e 1967, mas uma versão anterior foi montada a partir de 1956. Esta primeira versão tinha duas portas traseiras que se abriam para os lados. A camioneta de 1958, por sua vez, tinha duas portas que se abriam para cima e para baixo, geometria que permaneceu até o seu último modelo, a Vemaguet S, dos últimos meses de 1967. Esteticamente, sempre acompanhou o sedã e, juntos, sedã e camioneta, formavam os produtos principais da Vemag.

### A Caiçara e a Pracinha

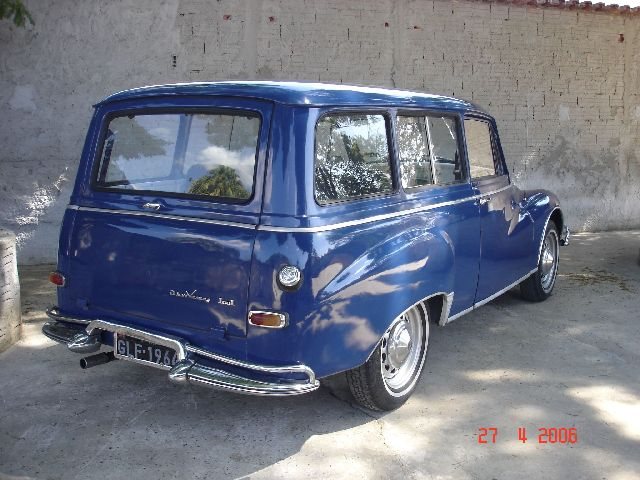
Vista traseira de uma Vemaguet

Os derivados "populares" da Vemaguet foram produzidos entre 1963 e 1966. A Caiçara tinha "portas suicidas" e era uma versão despojada, sem os cromados nem os acabamentos da Vemaguet. A Caiçara era comercializada em apenas duas cores: bege e azul claro, com o acabamento interior em plástico vermelho. A Pracinha tinha portas com abertura "normal" e foi produzida em quantidade bastante maior. A principal diferença externa da Caiçara e da Pracinha com a Vemaguet estava na porta traseira, que era feita em peça única, abria para a esquerda e tinha a maçaneta colocada no lado direito.

### O DKW-Vemag Candango

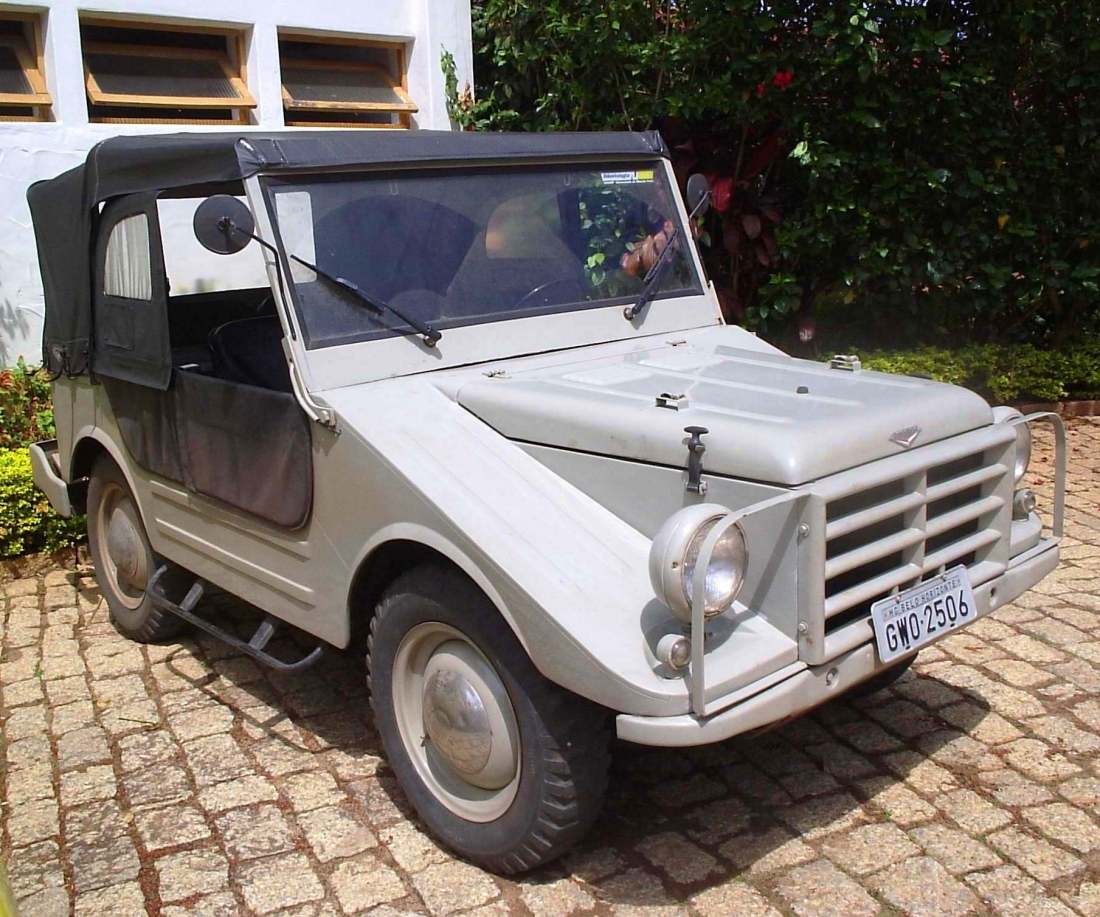
Candango de 1961

O jipe Candango foi produzido entre 1958 e 1963, visando principalmente o mercado militar. Era baseado no jipe Munga, produzido na Europa pela Auto Union, e teve sua denominação escolhida em homenagem aos "candangos", os trabalhadores que atuaram na construção de Brasília. Era oferecido inicialmente com tração permanente nas quatro rodas, mas depois de 1960 teve também uma versão apenas com tração dianteira. Era fornecido com capota rígida, em aço, e com capota em lona. A Vemag chegou a oferecê-lo como o "Jipe DKW-Vemag", mas teve problemas com a Willys Overland do Brasil, detentora na época da marca Jeep no Brasil.

### O DKW-Vemag Fissore

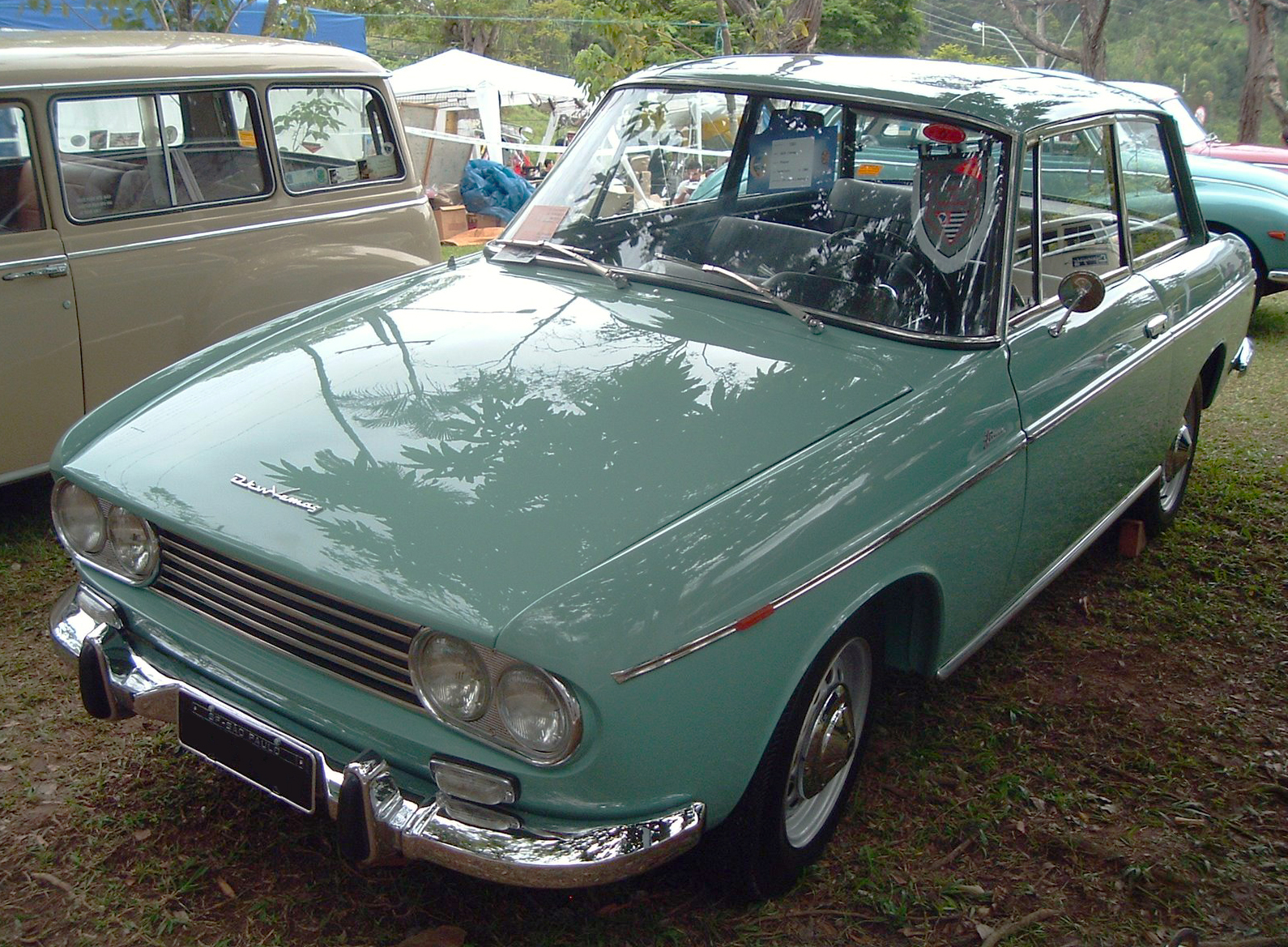
DKW Vemag Fissore

O Fissore foi lançado no Salão do Automóvel de 1962, mas chegou ao mercado apenas em 1964. Essa demora ocorreu principalmente devido às características do projeto da carroceria e às melhorias em acabamento (em relação à proposta inicial dos Fissore) exigidas pelos técnicos da Vemag. Foram produzidos apenas 2638 exemplares até 1967. Era considerado, em sua época, o mais belo automóvel nacional.
O motor do Fissore saía da mesma linha de produção dos motores dos outros modelos. Entretanto, como se queria conferir ao Fissore uma imagem mais "esportiva", anunciava-se que ele tinha o motor S. Esse motor teria 60CV, ao invés dos 50CV típicos dos motores DKW-Vemag. Na verdade, os motores passavam por testes em dinamômetro e os mais "capazes" eram selecionados para os Fissore, mas usualmente eles rendiam pouco mais que 10% acima dos 50CV anunciados para os outros modelos.

## A produção da Vemag em números
A tabela a seguir mostra a produção da Vemag ao longo dos anos, restringindo-se aos modelos associados à DKW. No primeiro ano, 1957, foram apenas montados camionetas vindas da Alemanha. Essa camioneta fora na verdade lançada no mercado em novembro de 1956. A partir de 1958 começaram a ser produzidos sedãs e camionetas com índice razoável de nacionalização. O ano de maior produção foi 1962, com 15.544 exemplares entregues. O ano com maior variedade de modelos foi 1965, com 15.260 exemplares e cinco modelos diferentes (Belcar, Vemaguet, Fissore e as camionetas populares Caiçara, em final de produção, e Pracinha, recém lançada).
| Ano   | Belcar | Vemaguet | Caiçara | Pracinha | Candango | Fissore | TOTAL   |
| 1957  |        | 1 166    |         |          |          |         | 1 166   |
| 1958  | 2 189  | 1 642    |         |          | 1 174    |         | 5 005   |
| 1959  | 1 773  | 2 524    |         |          | 1 968    |         | 6 265   |
| 1960  | 3 097  | 4 446    |         |          | 248      |         | 7 791   |
| 1961  | 4 642  | 4 695    |         |          | 1 582    |         | 10 919  |
| 1962  | 7 123  | 7 806    |         |          | 615      |         | 15 544  |
| 1963  | 7 541  | 6 267    | 260     |          | 20       |         | 14 088  |
| 1964  | 6 291  | 4 975    | 814     |          |          | 624     | 12 704  |
| 1965  | 5 519  | 3 847    | 99      | 4 938    |          | 857     | 15 260  |
| 1966  | 6 890  | 5 392    |         | 1 812    |          | 631     | 14 725  |
| 1967  | 6 007  | 5 009    |         |          |          | 526     | 11 542  |
| TOTAL | 51 072 | 47 769   | 1 173   | 6 750    | 5 607    | 2 638   | 115 009 |

Há controvérsia quanto à produção do Fissore. O site do Clube DKW Vemag do Brasil e o próprio Sandler ao longo de seu texto afirmam que teriam sido produzidos 2489 unidades, ao invés do valor apresentado nesta tabela. Algumas fontes citam dois Fissore entregues ainda em dezembro de 1963.
É interessante observar que a produção da Vemaguet foi superior à produção do Belcar nos anos de 1959 a 1962. Se fosse somada a produção da Vemaguet dos dois primeiros anos e esse número fosse comparado à produção do Belcar no primeiro ano, seria possível afirmar que a produção da Vemaguet foi superior à produção do Belcar até 1962, quando a situação se inverteu e o sedã teve produção anual superior à camioneta até o fechamento da fábrica.
É interessante observar também que tanto a produção do Belcar quanto a produção da Vemaguet apresentaram números anuais crescentes até o ano de 1962, quando então variaram próximo aos valores máximos alcançados e começaram a cair. Passaram a cair em parte por causa dos novos modelos colocados à disposição (os modelos populares, primeiro a Caiçara, depois a Pracinha e o requintado Fissore) e em parte pelos motivos que levaram ao encerramento da produção.

## Outros modelos baseados na mecânica DKW-Vemag
Outros fabricantes brasileiros e a própria Vemag produziram modelos esportivos ou protótipos baseados na mecânica DKW disponibilizada no Brasil pela Vemag. A Lumimari e depois a Puma Veículos e Motores ofereceram no mercado o Malzoni GT e o Puma DKW, além de disponibilizarem a versão do Malzoni para competições. Houve também o protótipo do MB, produzido pela Moldex e apresentado no Salão do Automóvel de São Paulo mas que nunca foi produzido. Por fim, a própria Vemag produziu o Carcará, um protótipo com carroceria adequada para o estabelecimento de recorde de velocidade.

### O Malzoni e o Puma
O advogado Rino Malzoni produziu no início dos anos 60, em sua fazenda no interior de São Paulo, um automóvel esportivo bem ao seu gosto, sobre a robusta mecânica DKW. Era uma berlineta com dois lugares, conhecida inicialmente como DKW-Vemag GT, com forte vocação para as pistas de corrida e que logo recebeu uma versão em fiberglass, o Malzoni GT, e colocada a venda em um mercado que ainda tinha poucas opções que empolgassem os compradores. Com o tempo, o Malzoni recebeu alguns melhoramentos estéticos e levou ao nascimento do Puma DKW e da Puma Veículos e Motores. Estima-se que tenham sido produzidos 35 exemplares do Malzoni GT e 120 exemplares do Puma DKW.

### O Moldex MB
O MB foi um automóvel produzido como protótipo e apresentado no Salão do Automóvel de 1962 em São Paulo. Era um esportivo conversível com carroceria de fiberglass sobre chassis e mecânica DKW-Vemag. Ele deveria ser fornecido com uma capota rígida opcional ou com uma capota de lona ou plástico. Ele contava com alavanca de câmbio central e com um radiador mas largo e mais baixo, apropriado carroceria esportiva. Ao total, estima-se que tenham sido produzidos três exemplares.

### O Carcará
O Carcará foi projetado e construído com o único objetivo de estabelecer um recorde de velocidade para veículos com motor de 1000cc. Ele tinha uma carroceria aerodinâmica colocada sobre chassis de Fórmula Júnior e mecânica DKW-Vemag. Estabeleceu a marca de 212,903 km/h na manhã de 29 de junho de 1966, na estrada que liga o Rio de Janeiro a Santos. Foi a primeira marca brasileira e sul-americana de velocidade em linha reta, de acordo com a regulamentação da Federação Internacional de Automobilismo (FIA) e reconhecida pela Confederação Brasileira de Automobilismo. Foi produzido apenas um exemplar.

## Algumas curiosidades
- O modelo de 1961 do Belcar, quando ainda era conhecido apenas como "Grande DKW-Vemag", foi o primeiro automóvel a passar por testes pela Revista Quatro Rodas.
- O Fissore foi o primeiro modelo da Vemag a ser equipado com o Lubrimat, um sistema automático para lubrificação do motor de dois tempos. O Lubrimat foi lançado juntamente com o Fissore, em meados de 1964.
- O modelo de sinaleira dianteira utilizado nos modelos do Fissore de 1966 e 1967 foi também utilizado no Puma DKW e no Puma GT P2 (o primeiro com mecânica Volkswagen). O encerramento da produção desse modelo de sinaleira juntamente com o encerramento da produção dos automóveis DKW aliados ao sucesso dos modelos da Puma fizeram com que esse modelo de sinaleira se tornasse um item bastante raro entre as autopeças da Vemag.
- O modelo de maçaneta das portas do Fissore também foi utilizado nas portas do Malzoni GT, do Puma DKW e do Puma GT P2, tornando-se também um item raro entre as autopeças da Vemag. Maçanetas semelhantes foram utilizadas nos VW SP2.
- Os modelos da Vemag não tinham retorno automático do pisca pisca. Os manuais de instrução diziam que a lâmpada do painel indicadora do acionamento do pisca pisca continuava "piscando" após a conversão, para avisar o motorista de que a alavanca deveria ser retornada à sua posição neutra. As primeiras unidades do modelo de 1966 do Fissore traziam como opcional o retorno automático do pisca pisca, mas esse acessório apresentou tantos problemas que sua produção foi logo descontinuada. Esse acessório opcional tornou-se um item bastante raro entre as autopeças da Vemag.
- Em torno de 10 veículos saíram com a embreagem semiautomática Saxomat.
- Como os veículos da Vemag precisavam ter constantes trocas de marchas para ter um desempenho mais esportivo, era comum dizer que "DKW pede mais marcha do que alemão em baile".